# Teop
Le teop est une des langues de Nouvelle-Irlande, parlée par 5 000 locuteurs dans la province de Bougainville, dans le district de Tinputz, au nord-est.
Ses dialectes sont : Wainanana, Losiara (Raosiara), Taunita, Melilup, Petspets. Le Raosiara peut également être un dialecte.